# Nationale feestdag van de Tsjechische Republiek
Op de Nationale feestdag van de Tsjechische Republiek (Den vzniku samostatného československého státu) wordt in Tsjechië op 28 oktober gevierd.
Op deze dag wordt de uitroeping van de republiek Tsjecho-Slowakije, dat onafhankelijk werd van Oostenrijk-Hongarije in 1918 na de Eerste Wereldoorlog, herdacht. Door de president worden op deze dag tijdens een plechtige ceremonie in de Praagse burcht onderscheidingen gegeven aan bijzondere burgers. Ook legt de regering een krans bij het graf van de eerste president van Tsjecho-Slowakije, Tomáš Masaryk (1850-1937).